# Lasopol (przystanek kolejowy)
Lasopol (ukr. Лісопіль, ros. Лесополь) – przystanek kolejowy w miejscowości Lasopol, w rejonie rówieńskim, w obwodzie rówieńskim, na Ukrainie. Położony jest na linii Równe – Baranowicze – Wilno.